# Nikola Štulić
Nikola Štulić (en serbe : Никола Штулић), né le 8 septembre 2001 à Sremska Mitrovica en Serbie, est un footballeur international serbe. Il évolue au poste d'avant-centre au Sporting de Charleroi.

## Biographie

### En club
Né à Sremska Mitrovica en Serbie, Nikola Štulić est formé par le Partizan Belgrade. Il fait ses débuts en professionnel le 14 juin 2020, lors d'un match de championnat contre le FK Čukarički. Il entre en jeu à la place de Bojan Matić (en) lors de cette rencontre remportée par son équipe par quatre buts à un. Le 3 juillet 2020, il signe son premier contrat professionnel avec le Partizan, il est alors lié au club jusqu'en juin 2024.
Barré par la concurrence au Partizan, Nikola Štulić décide de quitter le club, et le 25 janvier 2022 il rejoint le FK Radnički Niš. Il joue son premier match sous ses nouvelles couleurs lors d'une rencontre de championnat contre son ancien club, le Partizan Belgrade, le 12 février 2022. Il est titularisé et son équipe s'incline par deux buts à zéro.
Štulić inscrit son premier but pour le FK Radnički Niš face au Gżira United le 21 juillet 2021, lors d'un match qualificatif pour la Ligue Europa Conférence 2022-2023. Il ouvre le score mais les deux équipes se séparent sur un match nul (2-2). Le 6 août 2022, il réalise son premier doublé en carrière face au FK Mladost Lučani, en championnat. Les deux équipes se neutralisent toutefois (2-2 score final).
Le 31 janvier 2023, Nikola Štulić rejoint la Belgique afin de s'engager en faveur du Sporting de Charleroi. Il signe un contrat courant jusqu'en juin 2026.
Štulić marque son premier but pour Charleroi le 21 octobre 2023 face au Royal Antwerp, en championnat. Il est titularisé ce jour-là et participe à la victoire de son équipe par trois buts à deux.
C'est également face au Royal Antwerp que Štulić réalise son premier doublé pour Charleroi, le 8 décembre 2024, en championnat. Ses deux buts permettent à son équipe de l'emporter par trois buts à un,.

### En sélection
Nikola Štulić joue son premier match avec l'équipe de Serbie espoirs contre la Russie le 6 juin 2021. Il entre en jeu à la place de Andrej Ilić et les deux équipes se neutralisent (0-0).